# Пила 8
«Пила́ 8» (англ. Jigsaw) — американский фильм ужасов 2017 года режиссёров братьев Спиригов по сценарию Джоша Столберга и Питера Голдфингера. Восьмая часть в серии фильмов «Пила». Главные роли исполнили Мэтт Пассмор, Каллум Кит Ренни, Кли Беннетт и Ханна Эмили Андерсон. Сюжет рассказывает о группе людей, которые вынуждены участвовать в серии смертоносных «игр» в сарае. Тем временем полиция расследует новую серию убийств, которые соответствуют образу действия убийцы по прозвищу «Конструктор», который считается мёртвым почти десять лет.
«Пила 3D», выпущенная в 2010 году, первоначально считалась заключительным фильмом серии, пока Lionsgate не заказала производство восьмого фильма со сценарием Столберга и Голдфингера. Разработка началась в 2013 году, производство официально началось в 2016 году с бюджетом в 10 миллионов долларов. Фильм был выпущен компанией Lionsgate Films. Премьера фильма в США состоялась 27 октября 2017 года, в России — 26 октября. Фильм получил неблагоприятные отзывы от критиков и заработал в общей сложности 103 миллиона долларов по всему миру. Девятый фильм серии, «Пила: Спираль», вышел в 2021 году.

## Сюжет
Детективы Брэд Хэллоран и Кит Хант преследуют Эдгара Мансена, который утверждает, что должен начать «игру» в обмен на собственное выживание. Он активирует дистанционный триггер, а затем получает пулю и падает в обморок.
Пять человек — Митч, Анна, Райан, Карли и мужчина без сознания — просыпаются в сарае с ведрами на головах и цепями на шеях. Магнитофонная запись Джона Крамера объясняет, что каждый из них должен принести кровавую жертву, чтобы выжить, прежде чем цепи потащат их к стене с пилами. Большая часть группы выживает, порезав себя, за исключением человека, находящегося без сознания, который просыпается слишком поздно. Их следующее испытание показывает, что Карли, похищавшая сумочки, случайно стала причиной смерти женщины, страдающей астмой. Чтобы спасти остальных от повешения, она должна ввести себе содержимое одного из трех шприцев — один содержит противоядие от яда в ее организме, другой — физраствор, а последний — кислоту. Она отказывается, поэтому Райан вводит ей все три, убивая ее и спасая остальных. Во время их третьего испытания Райан пытается сбежать из сарая, но его нога проваливается сквозь расшатанные половицы и запутывается в проводах. Голос на новой записи рассказывает, что он будет наказан за нарушение правил и должен нажать на рычаг, чтобы его «освободили». Анна и Митч оказываются в ловушке внутри бункера, вынуждая Райана потянуть за рычаг и отсечь себе ногу, чтобы спасти их.
Хэллоран и Хант обнаруживают трупы, которые, по-видимому, принадлежат мужчине без сознания и Карли, чья смерть соответствует образу действий Крамера. Хэллоран начинает подозревать патологоанатомов Логана Нельсона и Эленор Бонневилль. Эленор рассказывает Логану, что она фанатка Конструктора, но теперь боится, что это может изобличить ее. Хант следит за ними и информирует Хэллорана. Позже Мансена похищают из больницы.
В сарае выясняется, что Митч продал неисправный мотоцикл племяннику Джона, что привело к его смерти, и Митча испытывают, опуская в воронку со спиралевидным лезвием, приводимым в действие мотоциклетным двигателем внутри. Он пытается остановить лезвие, но в конечном счете погибает.
Труп Мансена найден в могиле Крамера. Хэллоран находит труп, похожий на Митча, в студии Эленор и требует ареста ее и Логана. Логан убеждает Ханта отпустить их после того, как говорит ему, что пуля, попавшая в Эдгара, была выпущена Хэллораном, которого он и Эленор подозревают в том, что он новый последователь Конструктора. Эленор вычисляет местоположение игры, и они с Логаном отправляются в амбар, а Хэллоран преследует их.
В сарае Анна и Райан прикованы к трубам в противоположных концах комнаты. Крамер противостоит им и рассказывает, что Анна задушила своего ребенка и подставила своего мужа, который позже покончил с собой, а пьяная выходка Райана стала причиной гибели его друзей в автокатастрофе. Тем временем Хант находит кусочки кожи в форме паззла в морозилке Хэллорана.
Для последнего испытания Крамер оставляет Анне и Райану дробовик, заряженный одним патроном, говоря, что это их ключ к свободе. Логан и Эленор попадают в засаду Хэллорана в амбаре. Анна пытается застрелить Райана, но дробовик стреляет в обратную сторону, убивая ее. Райан находит среди обломков уничтоженные ключи; они были спрятаны внутри корпуса патрона. Эленор сбегает от Хэллорана, в то время как невидимый нападавший усыпляет его.
Логан и Хэллоран просыпаются в ошейниках, оснащенных лазерными резаками, и им говорят признаться в своих грехах. Хэллоран заставляет Логана идти первым; Логан признается, что несколько лет назад неправильно обозначил рентгеновские снимки Джона, в результате чего его рак диагностировали слишком поздно. Несмотря на признание, Логан, по-видимому, гибнет. Затем Хэллоран признается, что позволял преступникам разгуливать на свободе ради личной выгоды, и его ошейник деактивируется. Выясняется, что Логан все еще жив, а также то, что именно он — человек без сознания из первой игры в амбаре, которая состоялась десятью годами ранее. Понимая, что Логан не должен умереть из-за непреднамеренной ошибки, Джон спас его и нанял в качестве своего первого ученика. Логан рассказывает, что он воссоздал игру, используя других преступников, которых Хэллоран отпустил, в качестве жертв, и подставил Хэллорана как нового подражателя Конструктора в отместку за освобождение Эдгара, который ранее убил жену Логана. Утверждая, что Хэллоран нарушил правила, заставив его идти первым, Логан активирует ошейник, который разрезает голову Хэллорана на части.

## В ролях
| Актёр             | Роль                      |
| ----------------- | ------------------------- |
| Мэтт Пассмор      | Логан Нельсон             |
| Каллум Кит Ренни  | детектив Брэд Хэллоран    |
| Кли Беннетт       | детектив Кит Хант         |
| Ханна Андерсон    | Эленор Бонневилль         |
| Лора Вандерворт   | Анна                      |
| Пол Браунштейн    | Райан                     |
| Мандела Ван Пиблз | Митч                      |
| Бриттани Аллен    | Карли                     |
| Джозиа Блэк       | Эдгар Мансен              |
| Шакуан Льюис      | офицер Соломон            |
| Майкл Бойсверт    | Ли Джеймс                 |
| Трой Филдман      | офицер Палермо            |
| Эдвард Раттл      | Мэтт                      |
| Сэм Коулс         | Мелисса                   |
| Тобин Белл        | Джон Крамер / Конструктор |

## Производство

### Разработка и сценарий
Первоначальное намерение закончить серию состояло в том, чтобы разделить седьмой фильм 2010 года на две части, но эти планы были отменены после того, как шестой фильм не очень хорошо прошёлся в прокате. После предполагаемого завершения Lionsgate прекратила снимать фильмы серии, ожидая услышать презентацию, которая, по их мнению, стоила возродить серию. В декабре 2011 года, разговаривая с CNBC, вице-председатель Lionsgate Майкл Бернс сообщил, что обсуждается новый фильм «Пила», который в конечном итоге будет снят .
В августе 2012 года сайт фильмов ужасов «Bloody Disgusting» сообщил, что Lionsgate рассматривает возможность перезапуска серии фильмов. К ноябрю 2013 года восьмой фильм «Пила» активно разрабатывался Lionsgate. Фильм был задуман, когда сценаристы Джош Столберг и Питер Голдфингер, которые потратили два года на возможность написать фильм о «Пиле», предложили своё видение. Столберг и Голдфингер, давние поклонники серии, были вызваны своими агентами, что Twisted Pictures и Lionsgate рассматривают возможность возрождения франшизы и заинтересованы ли они в подготовке подхода. По словам Столберга, продюсеры Марк Берг и Орен Каулз позвонили им несколько месяцев спустя и наняли их для написания сценария, так как в отличие от других дублей, от которых они слышали, их презентация содержала один конкретный элемент, который им очень понравился.
Первоначальный черновик от Столберга и Голдфингера происходил в нефтяной вышке посреди океана, поэтому, когда игроки сбежали из комнаты, в которой они оказались в ловушке, они оказались посреди океана без выхода. Однако этот элемент не убедил Lionsgate, и дуэт должен был представить несколько разных презентаций, пока они не остановились на идее рассказать историю через сюжетную линию сдвига времени, как в предыдущих фильмах серии, но по-другому. Именно в этот момент фильм получила зелёный свет, поэтому Столберг и Голдфингер провели следующие месяцы, переписывая свой сценарий. Их первый черновик изначально состоялся полностью снаружи, происходящий в новом мире, необычном для франшизы, а не в обычной клаустрофобной среде. Идея не сработала, и они решили сделать сюжет в сарае.
В июле 2016 года Майкл и Питер Спириг подписали контракт на режиссуру фильма. Чарли Клоузер, который написал музыку ко всем предыдущим фильмам в серии, вернулся, чтобы написать музыку к фильму. Клоузер переосмыслил музыку франшизы после шестилетнего перерыва между седьмым и восьмым фильмами. Клоузер заявил: «Это будет возможность [для меня] переосмыслить, как [я] подхожу к музыке, и [я] буду пытаться применять более резкий, смелый и урезанный подход, который будет больше соответствовать сильному видению, которое братья Спириги приносят на стол переговоров». Клоузер описал фильм как «переосмысление» серии, полагая, что «братья Спириги могут дать свежий взгляд на материал, который установит новую сюжетную линию и новых персонажей, которые могут перенести сагу в будущее». Режиссёры дополнительно детализировали свой подход как «Пила для 2017 года», а Майкл Спириг объяснил: «Возможно, это не так порочно и весело. Но он всё ещё полон жестокости, это точно. У него действительно большая загадка, и интересные повороты».

### Кастинг и съёмки
В январе 2017 года было объявлено, что Лора Вандерворт, Ханна Эмили Андерсон и Мандела Ван Пиблз были включены в актёрский состав. Вандерворт была привлечена к роли Анны из-за недостатков персонажа и желания снять свой первый триллер или фильм ужасов. В марте Тобин Белл подтвердил, что он повторил свою роль Джона Крамера «в некотором качестве». Другие члены актёрского состава, Бриттани Аллен, Каллум Кит Ренни, Мэтт Пассмор, Джози Блэк, Шакуан Льюис, Майкл Бойсверт и Джеймс Гомес, также были подтверждены.
С бюджетом в 10 миллионов долларов съёмки проходили с начала октября по ноябрь 2016 года в Торонто под рабочим названием «Пила: Наследие». В июне 2017 года Lionsgate подтвердила официальное название «Пила 8».

## Маркетинг
20 июля 2017 года был опубликован первый трейлер фильма на официальном канале Lionsgate. 16 сентября 2017 года было выложено несколько промо-постеров к фильму. Постеры показывают людей в традиционном гриме куклы Билли, также присутствует надпись He is everyone. Выпуск этих постеров — способ Lionsgate подтвердить доминирование франшизы в течение Хэллоуина.

## Показ
10 октября 2017 года Lionsgate начала «Saw Blood Drive». Донорство крови для Красного Креста стало традицией серии после первого фильма, где по всей территории США установлены мобильные станции крови, чтобы фанаты могли сдать кровь и получить бесплатный билет на просмотр соответствующего фильма того года. Lionsgate выпустила восемь рекламных плакатов с участием «Медсестёр» Грей Дрейка, Дэна Роквелла, Сюзанны Барч, Ньяким Гатвеч, Шона Росса, Мош, Мики и Аманды Лепор.
Фильм был выпущен в Великобритании 26 октября 2017 года и в США 27 октября 2017 года. Он был показан на показах IMAX в течение первой недели его театрального показа. «Пила 8» — единственный фильм франшизы, который никогда не получал рейтинг NC-17 Американской ассоциацией кинокомпаний, получив рейтинг R без сокращений.

### Выход на видео
Фильм был выпущен на Digital HD 9 января 2018 года и на 4K Ultra HD Blu-ray, Blu-ray и DVD 23 января 2018 года. Саундтрек к фильму был выпущен в цифровом формате 27 октября 2017 года.

## Реакция

### Кассовые сборы
В США и Канаде фильм был выпущен вместе с фильмами Спасибо за вашу службу и «Субурбикон» и, по прогнозам, заработает около 20 миллионов долларов в 2941 кинотеатре в первый уик-энд. Он заработал 1,6 миллиона долларов от предварительных просмотров в четверг вечером в 2400 кинотеатрах, что чуть ниже 1,7 миллиона долларов «Пилы 3D», сделанных на полуночном показе семь лет назад, и 7,2 миллиона долларов в первый день. Он заработал до 16,64 миллиона долларов, заняв первое место в прокате, но став вторым самым низким дебютом франшизы. Во второй уик-энд сборы упали на 61 % до 6,56 миллионов долларов, заняв третье место после фильмов «Тор: Рагнарёк» и «Очень плохие мамочки 2». В третий уик-энд сборы упали ещё на 47 % и составили 3,43 миллиона долларов, заняв пятое место. Фильм заработал 38,1 миллиона долларов в США и Канаде и 64,9 миллиона долларов на других территориях, что составляет в общей сложности 102,9 миллиона долларов по всему миру.

### Критика
На сайте «Rotten Tomatoes» фильм имеет рейтинг 32 % на основе 92 отзывов со средней оценкой 4,80 из 10. Консенсус сайта гласит: «„Пила 8“ определённо не выиграет много новообращённых во франшизе „Пила“, но для давних поклонников это должно оказаться достойно отвратительным, хотя и редко страшным, отвлечением». На «Metacritic» фильм имеет среднюю оценку 39 из 100, основанную на 18 отзывах, что указывает на «в целом неблагоприятные отзывы». Зрители, опрошенные «CinemaScore», дали фильму среднюю оценку «B» по шкале от «A+» до «F», в то время как «PostTrak» сообщил, что женщины в возрасте до 25 лет (21 % аудитории фильма) и пожилые мужчины (30 %) дали ему 76 % и 70 % общей положительной оценки соответственно.
"IGN дал фильму оценку 4,5 из 10, написав: «Хорошая новость в том, что „Пила 8“ — не худший фильм ужасов года. Плохая новость в том, что он всё ещё достаточно плохой, чтобы это была хорошая новость… [ Он] не отражает то, что заставило франшизу „Пила“ работать в первую очередь». Даррен Френч из «Entertainment Weekly» дал фильму оценку «C», назвав его разочаровывающим и слишком длинным. «Bloody Disgusting» дал фильму две с половиной звезды из пяти, сказав, что фильм «хотя и является весёлой поездкой, но не оправдывает своё существование слишком знакомом сюжетом и поворотом, который не соответствует большинству его предшественников».
Оуэн Глейберман из «Variety» назвал фильм «ярко гнилым», сказав: «В течение 92 минут ему более или менее удаётся пропилить вашу скуку, нарезать кубиками с мрачной откровенностью, которая поднимает время от времени покалывание грубого напряжения, но больше не несёт никакого удара истинного значения шока». Жермен Лусье из «Gizmodo» в значительной степени ниспроверг фильм, сказав: «Это один из лучших фильмов во франшизе. К сожалению, это мало о чём говорит».

## Будущее
Девятый фильм и спин-офф серии, «Пила: Спираль», вышел 14 мая 2021 года. Столберг и Голдфингер вернулись в качестве сценаристов. Никаких персонажей из предыдущих фильмов не появилось, кроме архивной фотографии Крамера Белла.
Десятый фильм (и девятый в основной серии), названный «Пила X», вышел 29 сентября 2023 года, при этом Столберг и Голдфингер снова вернутся, чтобы написать сценарий, а Белл повторит свою роль.